# Adolphe Reymond
Adolphe Reymond (Berlingen, 4 de setembro de 1896 - 7 de março de 1976) foi um futebolista suíço, medalhista olímpico.
Adolphe Reymond competiu nos Jogos Olímpicos de Verão de 1924, ele ganhou a medalha de prata como membro da Seleção Suíça de Futebol.

## Ligações Externas
- Perfil Olímpico